# Monastère de Saint-Georges-des-Manganes
Pour les articles homonymes, voir Monastère Saint-Georges (homonymie).

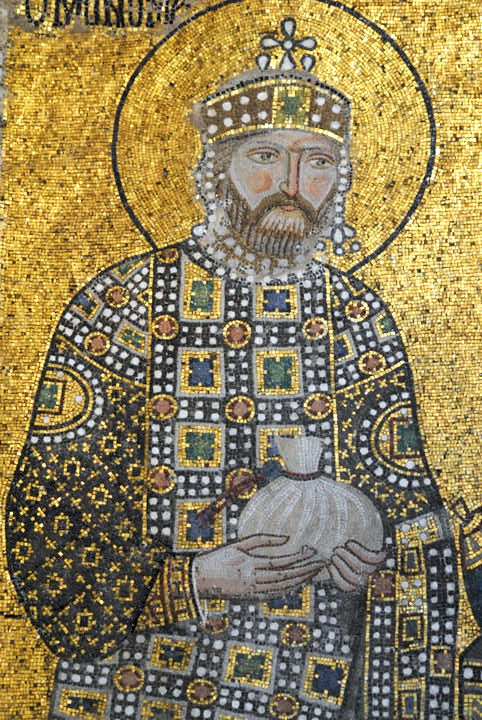
Mosaïque à Hagia Sophia représentant Constantin IX.

Le monastère de Saint-Georges-des-Manganes est un ancien monastère de Constantinople situé dans le quartier des Manganes. Il fut démoli pour permettre la construction du palais de Topkapi.

## Histoire du complexe impérial des Manganes

### Établissement sous Constantin IX
Selon Théodore Skoutariotès et la Chronique de Michel Psellos, l'empereur Constantin IX Monomaque (1042-1055) souhaitait étendre le Grand Palais et ordonna dans ce but la construction du complexe des Manganes, comprenant un monastère, un palais et de nombreuses annexes, à partir de 1042 et jusqu'en 1054.
Si la magnificence de l'édifice fut célébrée, entre autres, par Michel Psellos, Christophe de Mytilène ou Jean Mavropous, ces travaux considérables ainsi que les libéralités de Constantin IX envers d'autres monastères, épuisèrent le trésor impérial, ce qui contraignit l'empereur à lever de nouveaux impôts et le rendit impopulaire.

### De 1055 à 1453
À la fois résidence impériale et monastère prestigieux, les Manganes furent le théâtre de nombreux événements historiques, souvent tragiques. La cour impériale se rendait annuellement au monastère, le 23 avril, jour de la fête de saint Georges. 
Au XIIe siècle, Isaac II (1185-1195) fit détruire le palais pour réemployer les matériaux pour ses propres constructions, ce qui fut vu comme un sacrilège tant les bâtiments se trouvaient proches du sanctuaire.
Après la conquête de Constantinople par la quatrième croisade, le monastère fut occupé par des moines latins, jusqu'à la reprise de  Constantinople sous Michel VIII.
Au XIVe siècle, le monastère était particulièrement célèbre car il contenait des reliques de la Passion qui attiraient de nombreux pèlerins, et l'abbé du monastère portait le titre de Protosynkellos. 
Le monastère resta en activité jusqu'à la chute de l'empire.

### De 1453 à aujourd'hui
Le monastère fut pillé et saccagé lors de la prise de Constantinople en 1453. Brièvement occupé par des derviches, il fut ensuite détruit pour laisser la place au palais de Topkapı pour lequel ses matériaux furent réemployés (1467). Le parc fut cependant conservé et agrémenté de bâtiments tandis qu'un zoo était installé dans son coin oriental.
Au XIXe siècle, la construction du chemin de fer provoqua de sévères dommages aux vestiges des bâtiments, entraînant notamment la destruction de l'abside de l'église Saint-Georges.
La zone fut fouillée en 1921-1922 par les archéologues français Robert Demangel et Ernest Mamboury. Du fait de l'extension du chemin de fer, le Musée Archéologique d'Istanbul procéda à des fouilles de sauvetages en 1976. La zone fut également prospectée lors de la restauration des remparts.

## Description du complexe impérial
Le vaste complexe élevé par Constantin IX s'étendait sur au moins 800 mètres de long à partir des remparts maritimes, couvrant trois terrasses et étant entouré d'un mur d'enceinte. L'empereur fit non seulement élever un monastère et une église consacrée à Saint-Georges, mais il y fit aussi adjoindre de nombreuses annexes destinées à soulager les pauvres, les malades, les personnes âgées et les voyageurs. Outre ces hôpitaux et hospices, le complexe comprenait une riche bibliothèque, un palais de cinq étages, des bains alimentés en eau par de grandes citernes et des jardins décrits par Psellos comme étant si grands que l'on ne voyait pas les murs d'enceinte et que l'on pouvait s'y promener à cheval.
Le complexe comprenait aussi une faculté de droit, fondée par Constantin IX en 1045. Elle était dirigée par un haut fonctionnaire appelé nomophylax (« gardien des lois »), nommé à vie. L'enseignement y était gratuit, et à la fin de leurs études les élèves devenaient avocats ou notaires. Le premier nomophylax fut Jean Xiphilin.

## Personnalités liées au monastère
- Constantin IX : C'est en se baignant dans les bassins du monastère que Constantin IX contracta la pleurésie qui l'emporta le 11 janvier 1055. Il fut inhumé dans l'église Saint-Georges[2].
- Marie d'Alanie : Lorsque Alexis Ier Comnène devint empereur, Marie d'Alanie, veuve de Michel VII quitta le palais impérial pour s'installer au monastère des Manganes dont elle fit le centre d'une cour brillante jusqu'à sa disgrâce et son exil à Prinkipô en 1094[3].
- Alexis Ier Comnène : L'empereur mourut au cinquième étage du monastère le 15 août 1118 après une longue agonie, comme le rapporte sa fille Anne Comnène dans L'Alexiade.
- Constantin Makrodoukas et Andronic Doukas : Accusés d'avoir assassiné l'empereur Andronic Ier, les deux hommes furent lapidés et empalés en face du palais des Manganes vers 1184.
- Jean Mesaritès : Il trouva refuge dans le monastère lors de la prise de la ville par les Croisés en 1204.
- Le patriarche Jean XI Beccos (1275-1282) : Plaidant pour l'union des Églises catholiques et orthodoxes, il trouva refuge un certain temps au monastère des Manganes.
- Le patriarche Jesajas (1323-1334) : Impliqué dans le conflit entre Andronic II et Andronic III, il y fut retenu prisonnier.
- Marc d'Éphèse : Le métropolite d'Éphèse y fut inhumé après sa mort le 23 juin 1444.
- Jean VI Cantacuzène (1347-1354) : Après avoir abdiqué, l'empereur Jean VI prit l'habit monastique sous le nom de Joasaph le 10 décembre 1354 dans le monastère des Manganes et y demeura un certain temps en compagnie Nicolas Cabasilas et de Démétrios Kydones. Celui-ci s'y retira dans un appartement après avoir obtenu un adelphaton (droit de vivre dans un monastère sans devenir moine, accordé contre le paiement d'une somme d'argent).